# Нижний Суык-Су
 Нижний Суык-Су  — село в Тукаевском районе Татарстана. Административный центр Нижнесуыксинского сельского поселения.

## География
Находится в северо-восточной части Татарстана на расстоянии приблизительно 6 км на юг от юго-западной окраины районного центра города Набережные Челны.

## История
Известно с 1782 года. В 1870 году уже была мечеть и медресе.
По сведениям переписи 1897 года, в деревне Нижние Суксы Мензелинского уезда Уфимской губернии жили 775 человек (411 мужчин и 364 женщины), все мусульмане.

## Население
Постоянных жителей было: в 1870—438, в 1897—775, в 1920—1194, в 1926—870, в 1938—845, в 1949—629, в 1958—521, в 1970—539, в 1979—709, в 1989—939, 1001 в 2002 году (татары 95 %), 1069 в 2010.